# Leopold I av Lippe

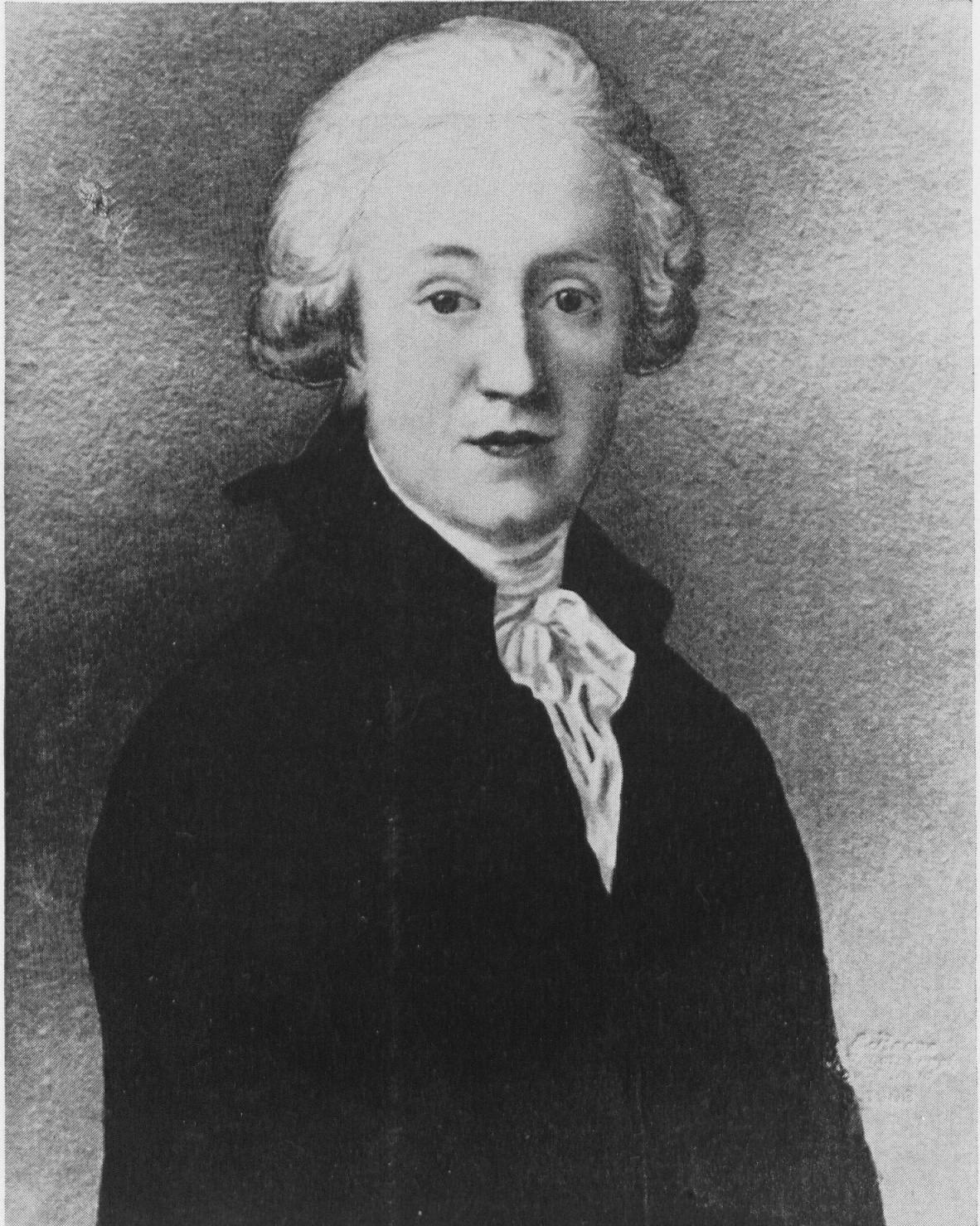
Leopold I av Lippe.

Leopold I (fullständigt namn Wilhelm Leopold), född den 2 december 1767 i Detmold, död där den 5 november 1802, var regerande greve av Lippe 1782-89 och furste av samma land 1789-1802.
Leopold var son till greve Simon August av Lippe och dennes andra hustru Maria Leopoldine av Anhalt-Dessau, vilken dog då Leopold endast var två år. Hans fader gifte då om sig med hennes syster Casimire, vilken alltså blev Leopolds såväl moster som styvmor. Också Casimire avled 1778 och följdes 1782 av sin make, varvid Leopold endast 14 år gammal stod som landets regent, dock först under förmyndarskap.
Den unge greven hade rykte om sig att vara ett besvärligt barn som var egensinnigt och hade svårt att lära. För sin utbildning skickades han först till Johann Bernhard Basedows berömda "Philanthropinum" i Dessau och senare till universitetet i Leipzig. På båda platserna erhöll han samma omdömen: att han saknade karaktärsstyrka, var obegåvad, instabil och saknade både djupare intressen och koncentrationsförmåga. Man menade till och med att han hade läggning åt sinnessjukdom.
22 år gammal tillträdde Leopold 1789 i praktiken sin maktställning. En av hans första regeringsåtgärder var att lösa ut det furstebrev hans farfar Simon Heinrich Adolf av Lippe 1720 erhållit av kejsar Karl VI men då icke själv haft råd att lösa.
Påföljande år diagnosticerades furst Leopold på allvar som sinnesstörd och omyndigförklarades genom beslut av den tysk-romerska Rikskammarrätten. Hans tillstånd förbättrades dock och 1795 skedde ett villkorat upphävande av hans omyndighet. Påföljande år gifte sig Leoplod med Pauline av Anhalt-Bernburg (1769-1820), vilken i mycket kom att fungera som hans rådgivare och medarbetare. Äktenskapet varade dock endast i sex år till dess att Leopold 1802 avled i tarmtuberkulos. Han efterträddes av sin endast sexårige son Leopold II, vilken fram till 1820 stod under regentskap av modern Pauline.